# 007: Blood Stone
007: Blood Stone é um jogo de vídeo game estrelando o espião fictício James Bond. Desenvolvido pela Bizarre Creations e publicado pela Activision para Xbox 360, PlayStation 3, Nintendo DS e Microsoft Windows. O enredo do jogo é original, ou seja, não baseado em nenhum filme do agente.

## Jogabilidade
O jogo é de tiro em terceira pessoa com elementos de lutas corporais e Stealth. O jogo possui um sistema de mira que permitire ao jogador, após derrubar um inimigo com golpes de luta corporal, focar nos inimigos em câmera super-lenta. O jogo trouxe algumas limitações em relação ao anterior, Quantum of Solace: Bond só pode carregar duas armas ao mesmo tempo (uma pistola e uma metralhadora, lança-granadas ou espingarda. O jogador também não pode mais atirar granadas, embora os inimigos tenham essa habilidade. Outra habilidade perdida é a de se jogar para atrás de uma parede, mureta, caixa ou qualquer outro objeto que dê cobertura. Para entrar em modo de "cover", o jogador deve estar perto ou encostado no objeto em questão.
Assim como o Quantum of Solace, Blood Stone não disponibiliza mais coletes à prova de balas para Bond recuperar-se de ferimentos. O sistema é semelhante ao do jogo anterior: Bond perde vida gradualmente conforme é atingido, e recupera-se automaticamente quando se protege dos tiros ou golpes. Quanto mais alto o nível de dificuldade do jogo, mais rapidamente a energia acaba e mais lentamente ela se recarrega. Contudo, não é mais mostrado na tela do jogo uma barra ou algo do gênero para que o jogar saiba exatamente quanto ele ainda tem de vida. Agora, a tela ganha tons de vermelho-sangue, de fora para dentro. Quanto mais perto do centro a mancha está, menos energia 007 ainda tem.

## Enredo
O prólogo começa em Atenas, Grécia, onde Greco, um terrorista internacional planeja um ataque à reunião de cúpula do G-20 no Acrópole. M (Judi Dench) envia James Bond (Daniel Craig) para investigar e frustrar os planos do criminoso. Após um curto confronto com Greco em seu iate, Bond o persegue de barco e carro por Atenas, e após um segundo embate, o agente mata Greco e salva os que estavam presentes na reunião.
Na manhã seguinte, Bond é enviado a Istambul para resgatar um professor desaparecido, Malcom Tedworth. Tedworth era dado como morto até o MI6 ter recebido uma informação a partir de um rastreamento, revelando o paradeiro dele. Em um prédio em obras, Bond procura por Tedworth, mas os trabalhadores locais tentam assassiná-lo. Após um combate, Bond chega a algumas catacumbas, onde Tedworth é interrogado e torturado por um homem chamado Bernin até revelar a senha do seu USB, sendo executado logo em seguida. Bond irrompe a sessão de tortura e persegue Benin de carro e a pé, até chegar em um coliseu. Bernin consegue extrair os dados do USB, mas acaba revelando a Bond o nome Stefan Pomerov antes de ser chutado de uma laje.
Após descobrir que Pomerov estará em Mônaco, Bond viaja para lá e se encontra com seu contato, uma rica designer de jóias chamada Nicole Hunter (Joss Stone). Ela leva Bond para um dos cassinos de Pomerov. Enquanto ela distrai o vilão, Bond invade ao local e entra em seu cofre, para recuperar documentos e uma câmera que contém o vídeo do interrogatório de Tedworth. Na gravação, o cientista revela que ele é o líder de uma equipe que tentava criar um antídoto para Varíola e Antrax, de modo que soldados pudessem se curar no caso de um ataque biológico. Bond é descoberto, e ele foge do cassino com Nicole após matar vários inimigos. M então informa Bond que os arquivos que ele encontrou são faturas para um equipamento de produção química sofisticado designado para uma refinaria química inativa na Sibéria, pertencente a Pomerov.
Na Sibéria, Bond e Nicole entram na refinaria, com Bond fingindo ser o guarda-costas de Nicole. A socialite vai ao escritório de Pomerov enquanto Bond acessa o computador principal. Ao fazê-lo, descobre que Pomerov construiu uma fábrica biológica e está produzindo toxinas. O agente então chega a uma sala de controle onde provoca o derretimento da usina. Bond e Nicole então perseguem o trem de Pomerov de carro, antes que ele consiga contrabandear os produtos químicos para fora do país. O trem chega a um porto, onde sua carga é transferiada para um avião que decola com o vilão. Em um hovercraft da equipe de Pomerov, Bond mata os aliados do vilão e danifica o avião com a metralhadora da embarcação. Uma vez dentro da aeronave, Bond provoca a morte de Pomerov ao atirar na saída de emergência, fazendo com que o vilão seja sugado para fora. As armas biológicas são recuperadas, e Bond e Nicole se separam. Ele diz a M que a pista sobre as armas biológicas foi fabricada e armada por alguém que queria Pomerov morto. Usando o celular de Bernin, Bond encontra uma pista em Bangkok.
Lá, o agente contata o Coronel Ping em um aquário. Ping revela a Bond que ele mantinha uma equipe em Genebra no encalço de um homem chamado Rak. Antes que pudesse revelar mais informações, Ping é morto por um sniper. Bond o persegue pelo aquário e pelas ruas de Bangkok, deixando muita destruição em seu caminho. Enquanto a polícia procura por ele, Bond tenta encontrar informações de Rak por meio de M, mas acaba encontrado e capturado por ele.
Bond é então levado a Myanmar, onde é torturado. Logo após fugir, Bond entra em diversos e consecutivos conflitos com Rak. O último deles se dá em uma passarela em uma represa, onde Bond deixa Rak pendurado vários metros acima da morte certa. Rak implora por clemência, mas Bond afirma já ter descoberto quem é o chefe dele. Rak então é deixado para cair, mas acaba aterrissando em um dos seus Ospreys. Com um lança-granadas, Rak ameaça Bond, mas este o atinge. Rak acaba então atirando em sua própria aeronave por acidente, e ela explode com ele.
De volta a Mônaco, Nicole recebe durante uma reunião o facão de Rak. Deduzindo que Bond descobriu ser ela a vilã da trama, a designer foge em seu carro e é perseguida por Bond. Em uma ponte, ela é finalmente parada pelo agente, e revela que ela fez isso para impressionar um homem rico e poderoso. Bond tenta fazê-la dizer o nome, mas ela apenas diz que ele é maior que tudo e que está vigiando-os. Repentinamente, uma aeronave não-tripulada dá uma rasante na ponte e mata Nicole a tiros. M então chama por Bond em seu carro. Bond responde dizendo que tudo está bem, mas que ela precisará de um novo contato em Mônaco. O agente então termina a transmissão e fica sozinho na ponte com o corpo de Nicole.

## Desenvolvimento
O jogo foi primeiramente anunciado como um jogo de corrida. No dia 21 de abril, a loja  HMV mostrou Blood Stone como "coming soon" (em breve). Dois dias depois, a Activision reservou o domínio da web bloodstonegame.com. No dia 16, o jogo foi oficialmente anunciado.
Uma espécie de bug na versão do jogo para Playstation 3 vem causando aborrecimento a muitos jogadores que possuem a versão asiática do console, já que a disposição dos botões é diferente da utilizada nos aparelhos ocidentais: nos asiáticos, o botão círculo "confirma" e o botão X "retrocede", configuração oposta à verificada em aparelhos ocidentais. Por conta disto, na fase de Mônaco é impossível hackear uma câmera de segurança e o jogador simplesmente não pode continuar jogando. Mesmo após várias reclamações junto à Activision, nenhum patch foi liberado para corrigir o problema simples mas que torna o game incompatível com aqueles aparelhos. 